# Eleonora Engleska, grofica Bara
Za drugu englesku kraljevnu istog imena, pogledajte Eleonora Engleska.
Eleonora (Eleanor; 18. lipnja 1269. ‒  29. kolovoza 1298.) bila je engleska princeza, kći kralja Edvarda I. Dugonogog i njegove prve kraljice, Eleonore Kastiljske, po kojoj je nazvana. Bila je sestra kralja Edvarda II. i teta Edvarda III.
Jako se zbližila sa svojom bakom Eleonorom Provansalskom.
20. rujna 1293. Eleonora se udala za grofa Henrika III. Postala je grofica Bara.
Imala je barem dvoje djece:
- Edvard I. od Bara ‒  nazvala ga je po svojem ocu
- Ivana od Bara[5]

Moguće je da je imala i kćer Eleonoru.